# Покровская церковь (Краснохолм)
Церковь Покрова Пресвятой Богородицы — православный храм в селе Краснохолм Оренбургской области. Относится к Оренбургской епархии Русской Православной Церкви.

## История
Церковь построена в 1909—1913 году на пожертвования казаков станицы Краснохолмской, освящена в честь Покрова Пресвятой Богородицы.
В 1930-х годах храм Покрова Пресвятой Богородицы был закрыт и занят под амбар, а священнослужители и верующие подверглись гонениям и репрессиям.
По благословению архиепископа Оренбургского и Бузулукского Валентина в 2001 году возобновлены Богослужения в здании храма.

## Чтимые иконы прихода
- Икона Матери Божией «Табынская», «Казанская»
- Икона Св. Иоасафа Белгородского
- Икона Св. Николая Чудотворца
- Икона Ах. Михаила и Арх. Гавриила